# فيكتور فايسكوبف
فيكتور فايسكوبف (بالألمانية: Victor Frederick Weisskopf)‏ عالم فيزيائي نمساوي المولد أمريكي الجنسية ولد في 19 سبتمبر 1908 وتوفي في 22 أبريل 2002  عمل بالفيزياء النظرية وقاد مجموعة في القسم النظري من مشروع مانهاتن.

## حياته
ولد فيكتور فايسكوبف في فيينا وحصل على الدكتوراه في جامعة غوتينغن في ألمانيا في عام 1931. تألقه في الفيزياء أدى به إلى العمل مع العلماء الفيزيائيين الذين اكتشفوا الذرة وبحلول أواخر الثلاثينيات من القرن العشرين أدرك أنه كيهودي الديانة الخروج من أوروبا ورحيله إلى الولايات المتحدة.

## حياته العملية
في الثلاثينيات والأربعينات قام فيكتور فايسكوبف بمساهمات كبيرة لتطوير نظرية الكم، وخاصة في مجال الكهرومغناطيسية الكمية.
عمل من 1937 إلى 1943 أستاذا للفيزياء في جامعة روتشستر بعد الحرب العالمية الثانية انضم فيكتور فايسكوبف إلى معهد ماساتشوستس للتكنولوجيا، حتى أصبح رئيس قسم الفيزياء في في معهد ماساتشوستس للتكنولوجيا وشجع الطلاب على طرح الأسئلة وحتى في دورات الفيزياء الجامعية علم طلابه التفكير مثل العلماء الفيزيائيين وليس فقط لتعلم الفيزياء.
أسس فيكتور فايسكوبف مع مجموعة من العلماء مشروع سيرن للابحاث النووية وشغل منصب المدير العام من 1961 إلى 1966.
في عام 1981 قاد فريقا من أربعة علماء إلى الرئيس رونالد ريغان بشأن ضرورة حظر استخدام الأسلحة النووية.

## العضويات
- الأكاديمية الوطنية للعلوم في الولايات المتحدة.
- الأكاديمية الأمريكية للفنون والعلوم.
- الأكاديمية الألمانية للعلوم ليوبولدينا
- الأكاديمية الفرنسية للعلوم
- الأكاديمية البابوية للعلوم
- الأكاديمية الروسية للعلوم

## الجوائز
- قلادة العلوم الوطنية.
- قلادة ألبرت أينشتاين
- ميدالية ماكس بلانك.
- جائزة وولف في الفيزياء.[22]

## مقولاته
أشهر مقولاته «يستند الوجود الإنساني على ركيزتين: الرحمة والمعرفة فالرحمة دون معرفة غير فعالة والمعرفة بدون رحمة غير إنسانية».

## انظر ايضاً
- الفيزياء النظرية
- مشروع مانهاتن
- مشروع Y

## وصلات خارجية
- فيكتور ويسكوبف على موقع مونزينجر (الألمانية)
- فيكتور ويسكوبف على موقع إن إن دي بي (الإنجليزية)
- الأكاديمية الوطنية للعلوم
- ألسوس الرقمية للقضايا النووية